# Manuele I Comneno
Manuele I Comneno (in greco medievale: Μανουήλ Α' Κομνηνός, Manouel I Komnenos; Costantinopoli, 28 novembre 1118 – Costantinopoli, 24 settembre 1180) è stato un imperatore bizantino, basileus dei romei dall'8 aprile 1143 fino alla sua morte.
Per i suoi atti di eroismo in battaglia il popolo lo salutava come il «nuovo Acritis», dal famoso romanzo cavalleresco bizantino Digenis Akritas, l'eroe mitico della frontiera bizantina.
Amante della civiltà e cultura occidentale, Manuele si rivelò un sovrano versatile e brillante, affascinato dalla discussione teologica. 
Introdusse alla sua corte il gioco cavalleresco francese, riformando l'assetto amministrativo dell'impero e concedendo numerose cariche governative ai Latini. Non mancò però di mostrare anche i suoi lati negativi, come la scandalosa relazione incestuosa coltivata con la figlia di suo fratello o la sua impetuosità, causa di gravi sconfitte bizantine, sia a Occidente che a Oriente.

## Biografia

### Gioventù
Manuele I Comneno, quartogenito di Giovanni II Comneno, viene descritto dalle cronache dell'epoca come un giovane di bell'aspetto, alto e dai modi affabili, caratteristica che in futuro non gli impedirà di essere abile uomo di comando e ottimo soldato, esperto cavaliere e valido stratega. Abile diplomatico, in giovane età mostrerà la sua passione per la politica e per la cultura, con una particolare predilezione per l'arte, le scienze e la retorica.
Malgrado non fosse l'erede al trono designato, preceduto com'era dai fratelli maggiori Alessio, Andronico e Isacco, a 18 anni compiuti, nel 1136, il padre ritenne utile che egli contraesse matrimonio con Costanza d'Antiochia, la cui città era sfuggita all'Impero quando il normanno Boemondo I di Antiochia l'aveva strappata ai Turchi nel corso della prima Crociata, rendendola il centro del suo personale principato, a dispetto del giuramento di vassallatico prestato all'imperatore bizantino Alessio (che prevedeva la restituzione di tutte le regioni siriane riconquistate dai crociati all'impero).
Per volere della madre la principessa Alice di Gerusalemme, però, Costanza, di appena sette anni, fu data in sposa a Raimondo di Poitiers, figlio del duca Guglielmo IX d'Aquitania, vanificando il tentativo di Giovanni II di riportare pacificamente, per via matrimoniale, Antiochia sotto Costantinopoli. L'imperatore riuscirà a piegare nominalmente la città l'anno dopo, in margine alla sua vittoriosa campagna in Cilicia.

### La campagna in Attalia

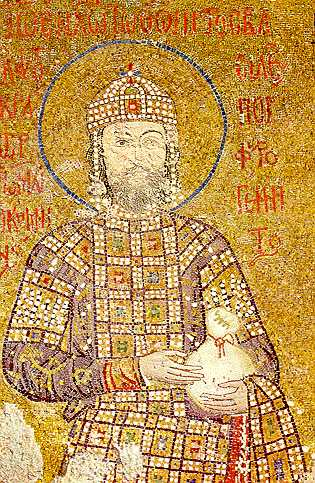
L'imperatore Giovanni II Comneno.

All'inizio del 1143 Giovanni II partì con i suoi figli per riprendere il pieno controllo della regione di Attalia, nella quale l'elemento turco selgiuchide s'era da tempo installato. Fu qui che il destino di Manuele cambiò: il primogenito Alessio Comneno, erede al trono, morì a causa di una febbre durante il viaggio. Il contraccolpo psicologico sul padre fu notevole perché egli perdeva il figlio che amava di più e l'erede designato. Ordinò dunque ai due figli più grandi, Andronico e Isacco, di trasportare le spoglie del loro fratello a Costantinopoli ma nel corso del viaggio anche Andronico (designato erede al trono) morì della stessa malattia del fratello maggiore.
Nel marzo del 1143 anche Giovanni si ammalò gravemente, a causa di un'infezione per una ferita accidentalmente provocata durante una battuta di caccia. Prima di morire, il 5 aprile, giorno di Pasqua, proclamò Manuele imperatore bizantino: questa decisione invertì l'ordine di successione, in quanto al terzogenito Isacco, più anziano ma dal carattere meno adatto, fu preferito Manuele.
(Giovanni II Comneno)
Tre giorni dopo la proclamazione, l'8 aprile, dopo ventiquattro anni e otto mesi di regno, Giovanni morì.

### Regno

#### La sfida per il trono

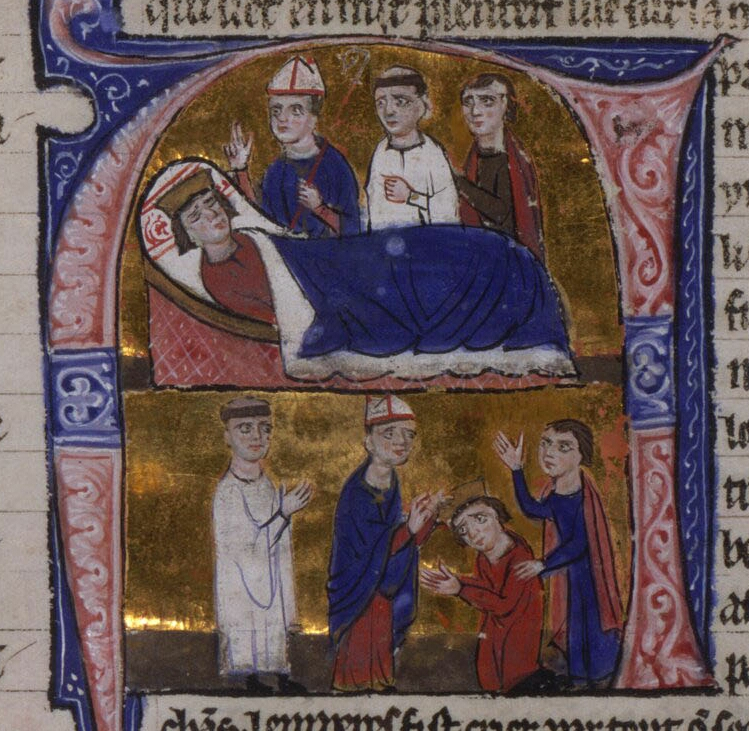
La morte di Giovanni II Comneno e l'incoronazione di Manuele.

Sebbene il giovane Manuele fosse stato nominato imperatore dal padre, la nobiltà fondiaria non accettò questa decisione. Prima di partire dalla Cilicia per Costantinopoli Manuele volle fare costruire un monastero nel luogo dove era morto il predecessore e trasportare in seguito le sue spoglie fino alla capitale imperiale, dove sarebbe stato sepolto. Egli nominò quindi Giovanni Axuch suo Grande domestico (carica che ricopriva anche sotto Giovanni II), ordinandogli di recarsi a Bisanzio e di fare arrestare suo fratello Isacco, in quanto questi aveva le chiavi del tesoro e delle insegne imperiali.
In breve tempo Axuch raggiunse Costantinopoli, dove la notizia della morte dell'Imperatore non era ancora pervenuta. Arrestò Isacco, fratello di Manuele, e lo zio, fratello del padre defunto, anch'egli di nome Isacco. Dopo avere fatto questo il gran domestico si diresse verso Santa Sofia, dove radunò il clero. Al momento non era ancora stato nominato un patriarca ed egli promise agli ecclesiastici che, se avessero incoronato Manuele a Santa Sofia, sarebbero state donate cento piastre d'argento ogni anno alla basilica. Questa offerta fu assai gradita e, quando Manuele arrivò a metà luglio del 1143 e nominò patriarca di Costantinopoli Michele II Curcuas - un monaco del monastero di S. Michele Arcangelo a Oxeia (oggi Sivriada), sul Bosforo - il clero che partecipò alla cerimonia in Santa Sofia per incoronare Manuele gli espresse il proprio consenso. Quindi nell'agosto dello stesso anno fu incoronato basileus autocratore dei Romei. Dopo qualche giorno Manuele dette l'ordine di liberare il fratello superstite e lo zio, che non rappresentavano più un pericolo per lui.

#### Il matrimonio con Berta di Sulzbach
Nonostante le numerose concessioni, una parte degli alti prelati della chiesa ortodossa non approvò l'incoronazione di Manuele, in quanto appariva troppo aperto verso la chiesa di Roma. Maggiore scandalo fu però causato quando l'imperatore invitò un sultano selgiuchide a Costantinopoli, facendolo partecipare anche alla processione che portava l'Imperatore dalla sua reggia fino a Santa Sofia. La chiesa disapprovava in particolare la vita privata del nuovo Basileus, ricca di relazioni extraconiugali, anche incestuose. La prima moglie di Manuele fu Berta di Sulzbach (che con il matrimonio adottò il nome di Irene), cognata del re dei Romani Corrado III. Berta, figlia di Berengario II di Sulzbach e di Adelaide di Dießen-Wolfratshausen, era molto religiosa, odiava la cura del corpo e non era in grado, agli occhi del marito e del popolo, di soddisfare i desideri di Manuele. Berta giocava però un prezioso ruolo diplomatico, rafforzando l'alleanza tra Manuele e Corrado, il quale venne in visita a Costantinopoli nel 1148. Dal matrimonio nacquero due figlie, Maria (la primogenita) e Anna, ma nessun figlio maschio.

#### La campagna d'Antiochia

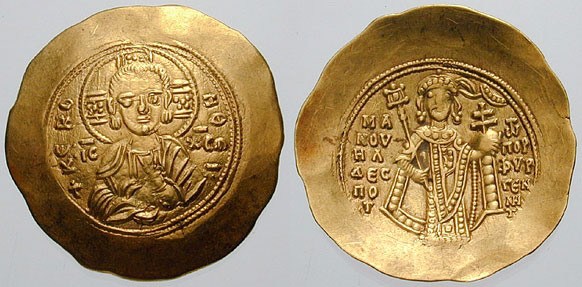
Hyperpyron di Manuele I Comneno.

Agli inizi del 1144 Manuele inviò un'imponente flotta e un grande esercito a riconquistare i castelli vicini ad Antiochia, in quanto Raimondo di Poitiers, dopo la morte di Giovanni II, si era affrettato a riprenderne possesso, vanificando il suo impegno di vassallatico verso il padre di Manuele. L'esercito bizantino riuscì a espugnare i castelli e saccheggiò le campagne intorno ad Antiochia, mentre la flotta affondò quella nemica e catturò gli abitanti che vivevano nei pressi della città, deportandoli nell'Impero.
A Natale del 1144 l'atabeg turco 'Imād al-Dīn Zengi ibn Aq Sunqur al-Hājib accorpò la contea crociata di Edessa al suo Sultanato, causando la reazione di tutti gli Stati crociati. Raimondo d'Antiochia fu costretto a chiedere perdono a Manuele; quest'ultimo gli elargì un sussidio regolare, acconsentendo a concedergli soldati solo dopo che Raimondo si fu inginocchiato sulla tomba di Giovanni II Comneno.

#### La seconda crociata

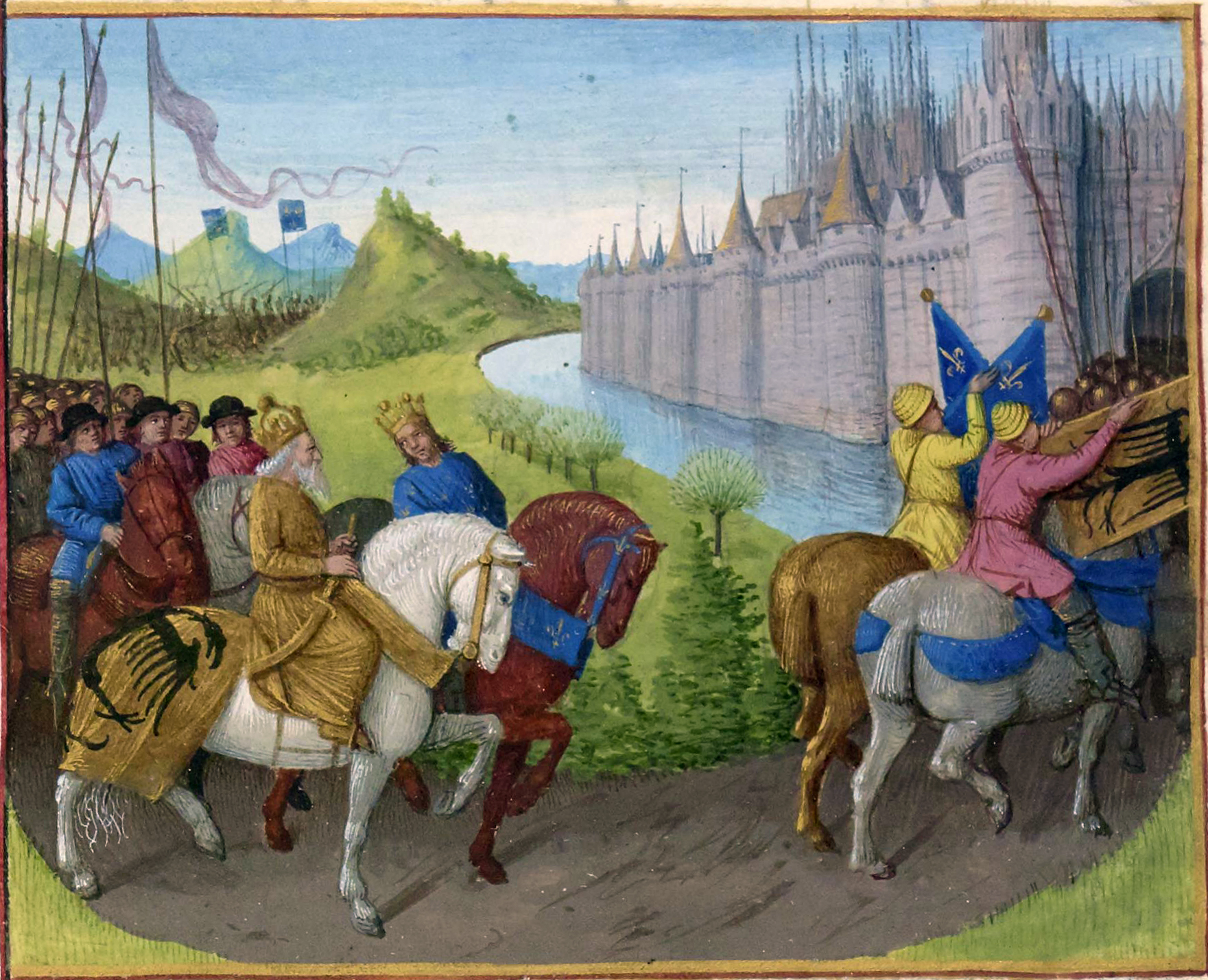
L'Arrivo di Luigi VII di Francia a Costantinopoli.

I problemi per Costantinopoli però si acuirono ben presto; nello stesso Natale del 1145 Luigi VII di Francia, di appena venticinque anni, annunciò che avrebbe preso parte con le sue forze armate alla seconda crociata. La sera dell'11 giugno del 1147 egli partì da Vézelay verso Oriente. Manuele I Comneno era memore di quali difficoltà avesse dovuto fronteggiare suo nonno, Alessio I Comneno, cinquant'anni prima, con la prima crociata. Per non rischiare la guerra fece in modo di non apparire in nessun modo ostile, riempiendo i depositi imperiali di vettovaglie per l'esercito occidentale che stava sopraggiungendo, evitando così l'esplodere di rivalità con i contadini che, in genere, venivano sottoposti a sequestri di cibo senza alcun risarcimento da parte dei crociati latini (questo comportamento era, del resto, comune all'epoca per gli eserciti in movimento).
La prima armata che arrivò fu quella tedesca, guidata da Corrado III, che era partita da Ratisbona nel maggio del 1147. Di quell'esercito facevano parte tra gli altri fanatici religiosi, soldati senza scrupoli e criminali, convinti all'impresa anche dalle assicurazioni dal papa che chiunque fosse partito per la Terra santa avrebbe ricevuto l'indulgenza plenaria per i peccati commessi ma sacramentalmente perdonati.
I crociati tedeschi, appena giunti in territorio bizantino, iniziarono nondimeno a razziare beni delle comunità rurali e a distruggere abitazioni, abbandonandosi ad atti di violenza omicida. Per questo motivo Manuele provvide prontamente alla spedizione di soldati bizantini (perlopiù Peceneghi), che scortassero i crociati tedeschi fino a Costantinopoli. Tra tedeschi e soldati di Manuele si ebbero numerose schermaglie ma l'esercito germanico giunse celermente nella capitale, il 10 settembre del 1147. Manuele pretese che Corrado III gli giurasse fedeltà e che ogni città che avrebbe conquistato sarebbe dovuta tornare all'Impero bizantino, e l'Hohenstaufen acconsentì. Il 4 ottobre arrivò anche Luigi VII con le sue truppe, ben più esperte e ordinate di quelle tedesche: ne facevano fra l'altro parte la regina Eleonora d'Aquitania e altre dame dell'aristocrazia. Manuele chiese anche a Luigi VII di giurargli fedeltà; quest'ultimo, dopo un iniziale rifiuto, acconsentì. I contadini bizantini, dopo il passaggio dei crociati tedeschi, avevano ormai un atteggiamento ostile verso ogni straniero e vendevano il cibo necessario alle truppe a prezzi esorbitanti. I Francesi, che fra l'altro non vedevano di buon occhio né i Tedeschi né i Bizantini, erano estremamente scontenti e amareggiati per la tregua sancita da Manuele con i turchi.

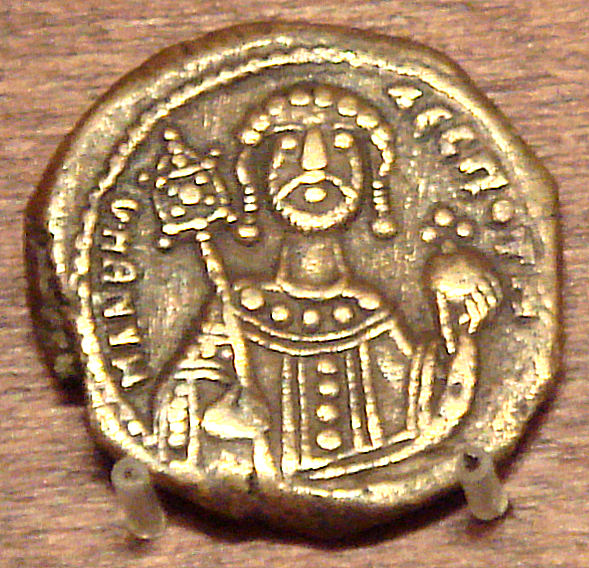
Moneta d'oro di Manuele I Comneno.

Manuele affrontò tutti questi problemi con grande astuzia, tanto più necessaria in quanto i crociati rappresentavano una minaccia peggiore dei Turchi, essendo in grado di spodestarlo in qualunque momento coalizzando le loro forze. Venne a sapere da alcuni suoi fidati informatori che alcuni esagitati soldati francesi e tedeschi pensavano di unire le loro forze e attaccare Costantinopoli e, per risolvere questa situazione, l'imperatore fece spargere la voce che in Anatolia un enorme esercito turco si stava mobilitando e che, se i crociati non fossero subito sbarcati in Asia minore, i cristiani sarebbero stati annientati dai musulmani.
Manuele fece in modo che i crociati fossero riforniti di viveri, poi consigliò loro di tenersi in prossimità della costa anatolica, dal momento che quelle zone dell'Asia Minore erano ancora sotto controllo bizantino, e di stare attenti a non sprecare acqua perché in quelle zone sarebbe stato difficile trovarne dell'altra.
Dopo qualche giorno Manuele ricevette due rapporti. Il primo lo informava che l'esercito crociato tedesco era stato affrontato dai Turchi il 25 ottobre nei pressi di Dorylaeum e sterminato. L'altro diceva che la flotta del re Ruggero II di Sicilia, stava per arrivare a Costantinopoli. La flotta siciliana era comandata da Giorgio d'Antiochia, un bizantino che era stato al servizio degli Arabi prima di passare sotto il comando di Ruggero II. Egli era riuscito a salire, nella corte palermitana, alla suprema carica di amirus amiratus, ossia generalissimo, ed era di fatto il primo ministro del regno.

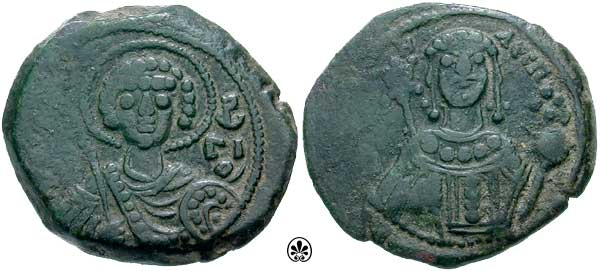
Tetarteron di Manuele I Comneno.

In pochissimo tempo i siciliani espugnarono Corfù (1147) e lasciandovi una guarnigione, così da potere difendere l'isola da attacchi bizantini. In seguito razziarono Atene e Corinto, giungendo fino a Tebe, centro dell'industria serica bizantina. In tale città, oltre a rubare pezze e broccati, furono sequestrate tutte le migliori tessitrici dell'Impero, in seguito obbligate a lavorare per la nascente industria serica del regno normanno. Quando Giorgio d'Antiochia tornò a Palermo da trionfatore, Manuele si adirò enormemente e, capendo di avere urgente bisogno di alleati, pensò di rivolgersi ai Veneziani. Nel mese di marzo del 1148 Venezia promise di prestare aiuto a Bisanzio con la sua marina per sei mesi, in cambio di vari privilegi commerciali. In aprile Manuele era pronto per la spedizione, ma la situazione precipitò all'improvviso: i Cumani (popolazione turcica residente nella regione balcanica) entrarono in territorio bizantino e le navi veneziane furono fermate a causa della morte del doge e di una violenta tempesta che aveva spezzato gran parte dei remi della flotta. Soltanto in autunno le marine bizantina e veneziana riuscirono a effettuare il blocco marittimo di Corfù.
Nello stesso periodo Manuele dovette recarsi da solo a Tessalonica, per ricongiungersi a Corrado III di Svevia. La seconda crociata si stava rivelando un totale fallimento tattico e, ancor più, strategico. Inoltre il sovrano tedesco si ammalò a Efeso. Manuele portò con sé Corrado a Costantinopoli e lo fece curare, tanto che nel marzo del 1148, il sovrano bizantino gli fornì le navi per raggiungere la Palestina.
I Francesi riuscirono, con continui scontri armati, ad attraversare l'Anatolia. Luigi ormai odiava i Bizantini e non tenne conto del consiglio di Manuele di tenersi vicino alle coste, cosicché fu varie volte aggredito da scorrerie turche. Luigi ne attribuì invece la colpa ai Bizantini, che a suo dire lo avevano tradito a causa del trattato di pace stipulato in precedenza con i Turchi. Si vide costretto pertanto ad abbandonare i crociati suoi compatrioti al loro destino e a imbarcarsi in Attalia. I resti di quella grande armata raggiunsero Antiochia nei giorni di Pasqua del 1148.

#### I preparativi per la campagna in Italia
Corrado III l'8 settembre si imbarcò su una nave diretta a Tessalonica. Manuele, saputo che il tedesco era giunto in quella città, gli inviò incontro una scorta che lo portasse a Costantinopoli.
Manuele e Corrado erano da tempo diventati buoni amici. In quel giorno di Natale Teodora, nipote di Manuele, sposò il duca Enrico II d'Austria, fratello dell'Hohenstaufen; dopo questo matrimonio i due imperatori si accordarono per compiere una campagna in Italia. Tale campagna sarebbe iniziata in breve tempo.

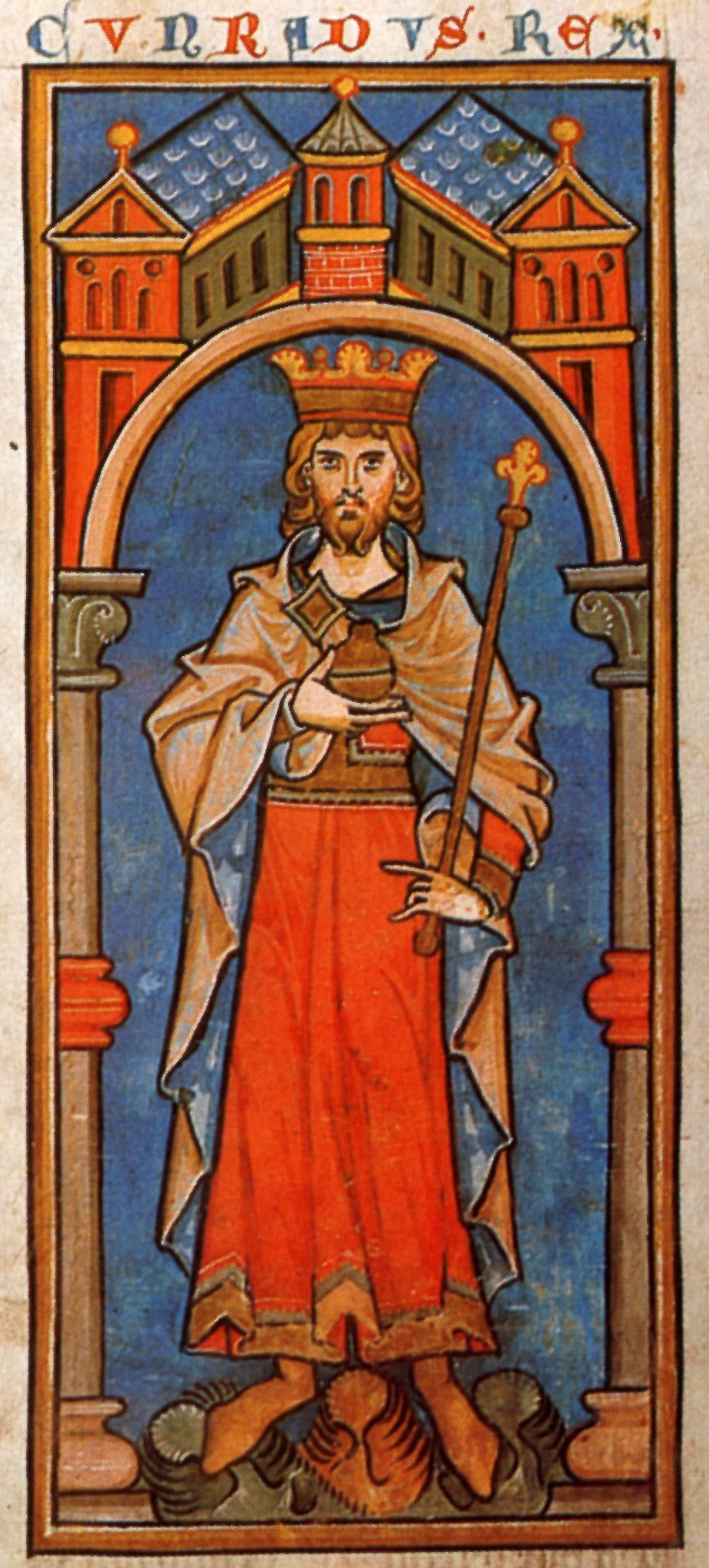
Miniatura di Corrado III di Svevia, Re dal 1138 al 1152.

Dopo la partenza di Corrado da Costantinopoli Manuele si spostò a Corfù. L'assedio alla città, in mano normanna, era durato per tutto l'inverno e si concluse con la resa degli assediati solamente nel settembre del 1149.
Dopo questa vittoria Manuele si fermò, aspettando l'arrivo del bel tempo per iniziare la campagna in Italia, coordinato con Corrado. Poco tempo dopo la vittoria a Corfù, però, egli ebbe la notizia che i serbi erano in rivolta. Dopo pochissimo tempo, ricevette un altro rapporto con cui gli veniva comunicato che quaranta navi normanne guidate da Giorgio d'Antiochia - considerato dai Bizantini un traditore - erano arrivate sotto le mura marittime di Costantinopoli e avevano saccheggiato numerose ville patrizie lungo la costa del Bosforo, lanciando a mo' di provocazione diverse frecce sull'area del Grande Palazzo imperiale.
Manuele non dimenticò questo oltraggio, ma prima di tutto dovette occuparsi della rivolta in Serbia, anche perché pensava, come più tardi sarebbe stato provato, che dietro ad essa vi fosse l'opera di Ruggero II di Sicilia. Quest'ultimo fra l'altro bloccò lo stesso Corrado in Germania, fornendo aiuti ai bavaresi, a quell'epoca in rivolta contro l'Imperatore germanico, per impedirgli di intraprendere la campagna in Italia.
Luigi e Ruggero formarono una lega contro l'Impero bizantino, il cui scopo era di minare il potere di Manuele. Il sovrano francese riteneva Manuele responsabile del fallimento della seconda crociata, sostenendo l'accusa, non provata, che l'imperatore bizantino avesse fornito informazioni cruciali ai turchi. Ruggero rivendicò Antiochia e Gerusalemme, ma i serbi e i bavaresi furono nel frattempo sconfitti, cosicché la campagna in Italia di Corrado poté essere avviata.
Venezia aveva promesso il suo appoggio marittimo all'Impero bizantino, e anche il papa, Eugenio III sarebbe stato pronto a sostenere la missione (probabilmente per timore di un attacco allo Stato pontificio). Per fortuna di Ruggero si affacciò un nuovo problema: il 15 febbraio del 1152 Corrado III morì a Bamberga all'età di cinquantacinque anni. A Corrado succedette il nipote Federico I di Svevia, poi soprannominato Federico Barbarossa, il quale ricevette dallo zio morente la raccomandazione di rispettare il patto con Manuele.
Federico intendeva non perdere ulteriore tempo per intraprendere la campagna in Italia ma dovette invece rinviarne l'inizio a causa di problemi in Germania, dove ancora doveva essere riconosciuto Imperatore dai suoi sudditi. Egli però non desiderava combattere a fianco dei bizantini e tanto meno accordarsi con essi per la spartizione dei territori eventualmente conquistati, non accettando che potesse esistere un altro Imperatore oltre a lui. Dopo un solo anno Federico firmò un trattato con il Papa, che sanciva la comune spartizione delle terre conquistate dell'Italia meridionale.
In un anno gran parte dei protagonisti dell'epoca morirono. L'8 luglio del 1153 il papa Eugenio III trapassò a Tivoli e gli succedette il pontefice Anastasio IV; sei mesi dopo Bernardo di Chiaravalle, fautore della Seconda crociata. Il 26 febbraio del 1154 decedette a Palermo re Ruggero e il suo successore fu Guglielmo il Malo. Infine morì lo stesso Anastasio IV e gli succedette il papa Adriano IV (l'unico papa inglese nella storia). Federico iniziò una campagna punitiva contro i comuni italiani del nord e, dopo essersi assicurato l'appoggio del pontefice, fu incoronato Imperatore a Roma.

#### La campagna in Italia

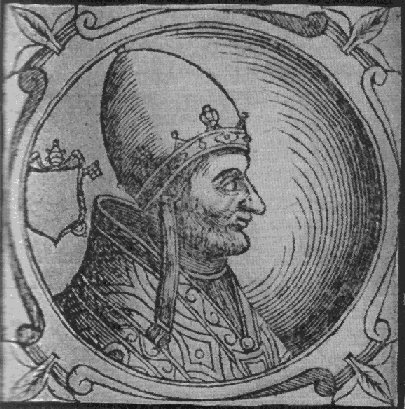
Il papa Adriano IV, che incoronò imperatore Federico Barbarossa.

Manuele si trovò in una situazione delicata: sapeva di non potersi più considerare alleato del Sacro Romano Impero e che l'Italia avrebbe potuto essere ripresa dall'Impero solo con la guerra.
Se Federico avesse attaccato il Regno di Sicilia, occorreva che l'Impero bizantino fosse rappresentato per fare valere i propri diritti sulle terre dell'Italia del sud. Se invece il Barbarossa non fosse entrato in azione, il farlo sarebbe toccato allo stesso Impero bizantino.
Poco tempo dopo a Manuele arrivò una notizia importante: i baroni di Puglia, che non avevano mai visto di buon occhio gli Altavilla, avevano intenzione di ribellarsi e di tornare sotto la protezione dell'aquila bizantina.
Quindi l'imperatore nel 1155 spedì in Italia i suoi due migliori generali: Michele Paleologo e Giovanni Ducas. La loro missione era mettersi in contatto con i baroni pugliesi e, se Federico fosse stato ancora in Italia, cercare di incontrarlo e chiedergli se avrebbe appoggiato l'impero bizantino contro il regno di Sicilia. Appena i due generali arrivarono in Italia vennero a sapere che Federico si trovava ad Ancona ed era pronto a riceverli.
L'Imperatore germanico era disposto a schierarsi con i bizantini, ma i suoi baroni si rifiutavano di continuare la campagna in Italia. Il clima assai caldo aveva fiaccato le truppe, afflitte da un gran numero di insetti cui non erano abituate e da varie malattie che le avevano colpite. Federico con rammarico si vide costretto a dire di no ai due inviati bizantini.

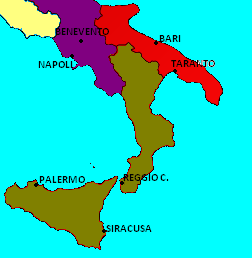
Le conquiste di Manuele I Comneno in rosso, e le conquiste del Papa in viola, e il Regno normanno in verde (1156).

Manuele non si disperò. La rivolta contro gli Altavilla si stava allargando a tutto il sud Italia. Verso la fine dell'estate del 1155 il conte Roberto di Loritello, a capo della ribellione, incontrò a Vieste Michele Paleologo. I due strinsero un rapido accordo: i nobili che si erano rivoltati agli Altavilla avrebbero goduto di vantaggi economici e di potere a Costantinopoli, e il Regno di Sicilia sarebbe tornato a fare parte dell'Impero bizantino.
Dopo questo accordo i bizantini si unirono agli eserciti dei baroni pugliesi, pronti ad attaccare. La prima tappa fu Bari che si arrese velocemente, avvezza com'era alla presenza greca, cui apparteneva del resto la maggioranza dei suoi abitanti. L'esercito siciliano di Guglielmo I fu decimato nei pressi di Andria.
Il papa Adriano IV seguiva soddisfatto il procedere dei bizantini nel Regno di Sicilia. Il pontefice preferiva assai più come confinanti i bizantini piuttosto che gli Altavilla, ritenendo di potere estendere più facilmente i confini dello Stato Pontificio a scapito della lontana potenza greca.
Il 29 settembre 1155 il papa si mise in marcia con il suo esercito. Questo fu un momento storico perché, un secolo dopo lo scisma d'Oriente, un Imperatore bizantino aveva formato una lega con il massimo capo della chiesa cristiana d'Occidente. I vassalli pugliesi promettevano fedeltà all'Imperatore di Bisanzio con gioia, e lo ringraziavano per gli aiuti che avevano ricevuto. In pochissimo tempo Manuele e il papa conquistarono tutta la Puglia e la Campania.
Se la campagna in Italia fosse continuata con tale intensità i bizantini avrebbero annientato gli Altavilla e riconquistato tutto il sud Italia. Il papa avrebbe avuto la dimostrazione che i bizantini erano riusciti dove l'Impero germanico aveva mancato e Manuele avrebbe realizzato il suo sogno: essere incoronato dal papa Imperatore di tutto l'Impero Romano, svuotando di significato in questo modo la corona imperiale di Federico Barbarossa.
Ma Guglielmo non si era ancora rassegnato: aveva perso le prime battaglie ma non la guerra, e riorganizzò il suo esercito. Ai primi del 1156 egli attraversò lo stretto con le sue forze terrestri e la sua marina che puntò su Brindisi, dove i bizantini stavano assediando la città.
Quando si sparse la notizia che Guglielmo stava avanzando con un poderoso esercito, qualche barone della Puglia scappò con i suoi uomini e i mercenari campani scelsero il momento più difficile della campagna per chiedere il raddoppio dello stipendio. Quando questi ultimi ricevettero una risposta negativa disertarono in massa. Anche Roberto di Loritello disertò, mentre Michele Paleologo era già morto in battaglia. Giovanni Ducas si trovò, con un esercito drasticamente ridotto, ad affrontare un esercito molto più numeroso del suo. Fu sconfitto e fatto prigioniero con i suoi bizantini e i ribelli normanni che non avevano disertato.

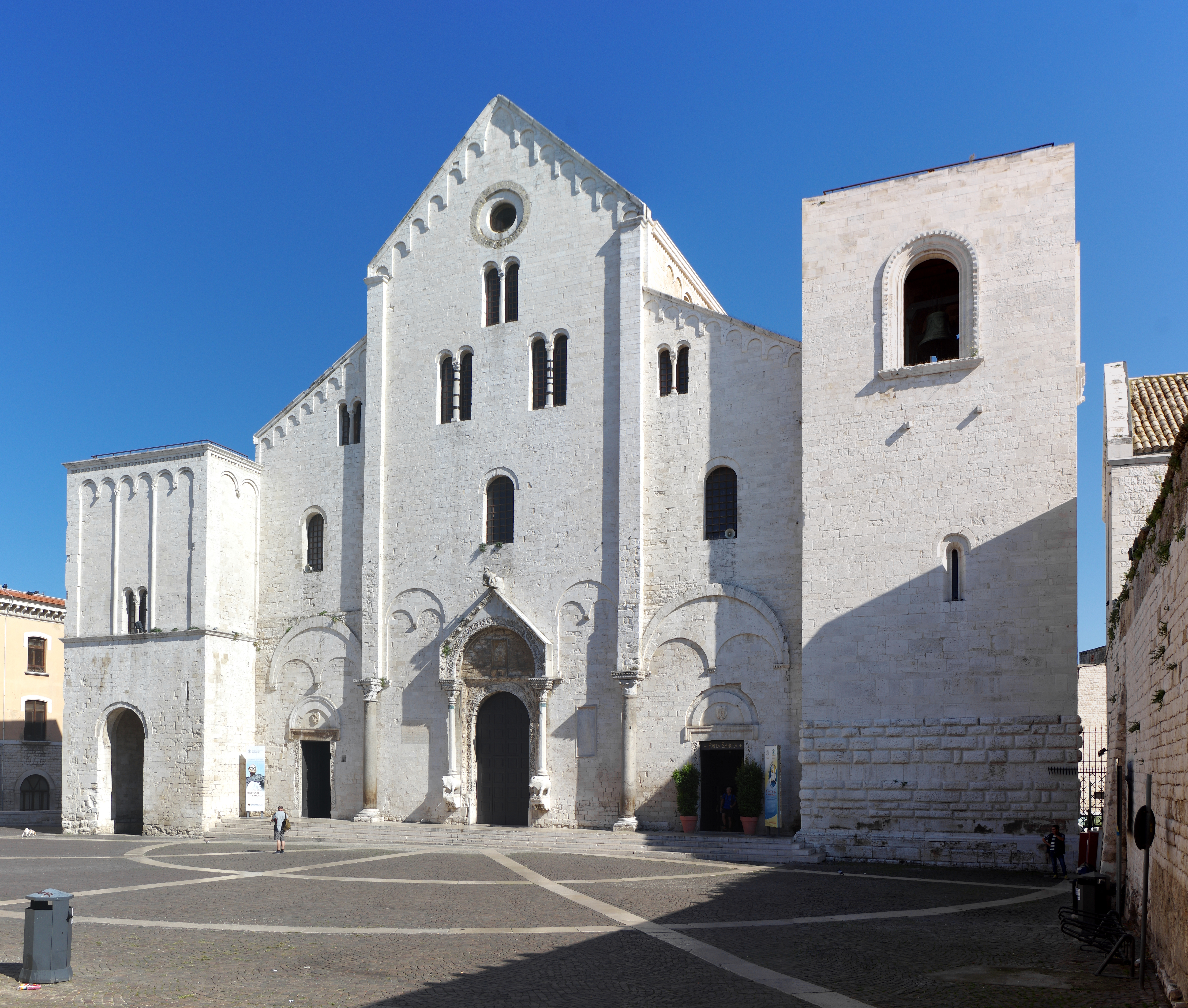
La basilica di San Nicola fu l'unica costruzione che rimase in piedi a Bari dopo il 1156.

Le navi dei bizantini furono catturate con le grandi quantità d'oro e argento conquistate. Con una sola battaglia persa per i bizantini (28 maggio 1156), tutto quello che era stato fatto in un anno fu vanificato. Guglielmo ebbe pietà dei prigionieri bizantini ma non dei suoi sudditi ribelli. I mercenari normanni furono uccisi perché avevano tradito la loro patria, Brindisi fu risparmiata per la sua efficace resistenza e Bari fu rasa al suolo compresa la cattedrale. Fu risparmiata solo la Basilica di San Nicola e gli abitanti ebbero in tutto due giorni per mettersi in salvo con i propri averi. Le altre città della Puglia furono punite duramente, anche se non con l'asprezza di Bari.
Manuele aveva capito che bisognava cambiare strategia. Sebbene l'Impero bizantino e il Sacro Romano Impero non fossero riusciti a conquistare il Regno di Sicilia, era convinto che Federico Barbarossa avrebbe ritentato l'impresa. Se ciò fosse avvenuto, il Barbarossa avrebbe potuto mirare alla conquista dell'Impero bizantino, per riunificare l'antico impero romano. Manuele si convinse che erano molto meglio gli Altavilla nel sud Italia di Federico, e per questo doveva trovare un modo per accordarsi con il Re di Sicilia.
Egli inviò alla corte di Guglielmo Alessio Axuch, figlio del suo Gran Domestico Giovanni. Ufficialmente aveva l'incarico, come prima di lui Michele Paleologo, di prendere contatto con eventuali ribelli, di reclutare mercenari e di soffiare sul fuoco dei tumulti. Contemporaneamente i suoi ordini erano di contrattare la pace con Guglielmo. I due comandi sembrano contraddittori ma non lo erano, perché quanto maggiori fossero state le difficoltà per Guglielmo, tanto più Bisanzio sarebbe stata avvantaggiata nelle trattative.
Alessio condusse in porto le sue due missioni facilmente. Due mesi dopo il suo arrivo, Roberto di Loritello saccheggiò la Sicilia, mentre una grossa banda di briganti conquistava Capua per poi arrivare a Montecassino. Il 6 gennaio del 1158 i briganti riuscirono a sconfiggere uno degli eserciti degli Altavilla in uno scontro corpo a corpo ma la flotta normanna di re Guglielmo, una tra le più potenti e temute del Mediterraneo, otteneva nel frattempo una decisiva vittoria nel mar Egeo contro i bizantini forzando questi ultimi a firmare una pace definitiva. All'inizio della primavera del 1158 l'Impero bizantino concluse una pace segreta con il Regno di Sicilia.
I baroni normanni ribelli, che di punto in bianco si trovavano senza più finanziamenti da parte dell'Impero bizantino, si videro costretti ad abbandonare le conquiste fatte e a cercare un signore più affidabile, ma molti di essi dovettero fare i conti con la vendetta di Re Guglielmo e dell'amiraglio Maione di Bari per aver supportato i bizantini invasori ed essendosi ribellati al Sovrano di Sicilia.

#### La riconquista di Antiochia

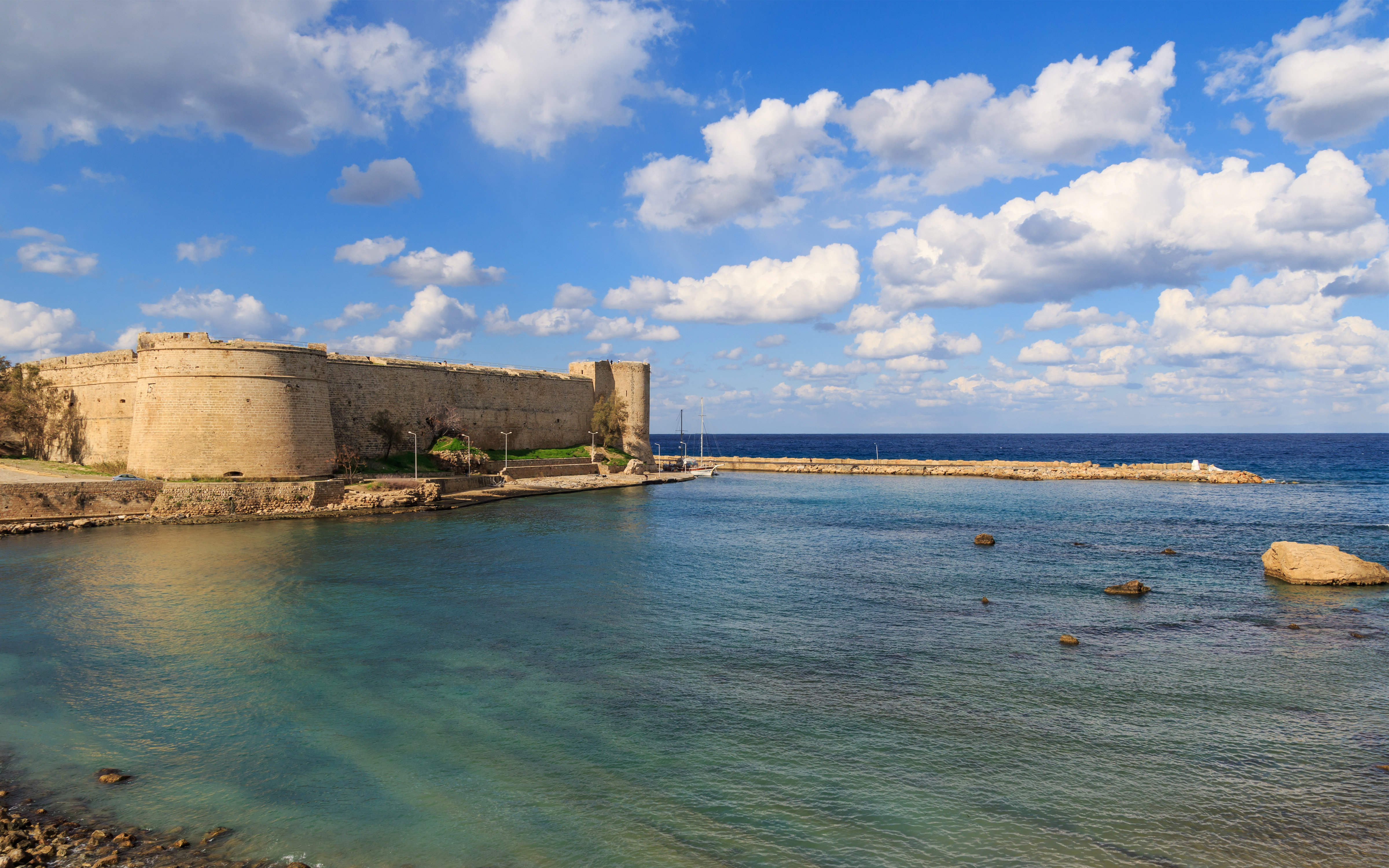
Fortezza fatta edificare da Manuele I a Kyrenia (Cipro) nel 1156, per proteggerla dai crociati.

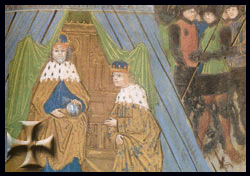
Rinaldo di Châtillon rende omaggio a Manuele I Comneno.

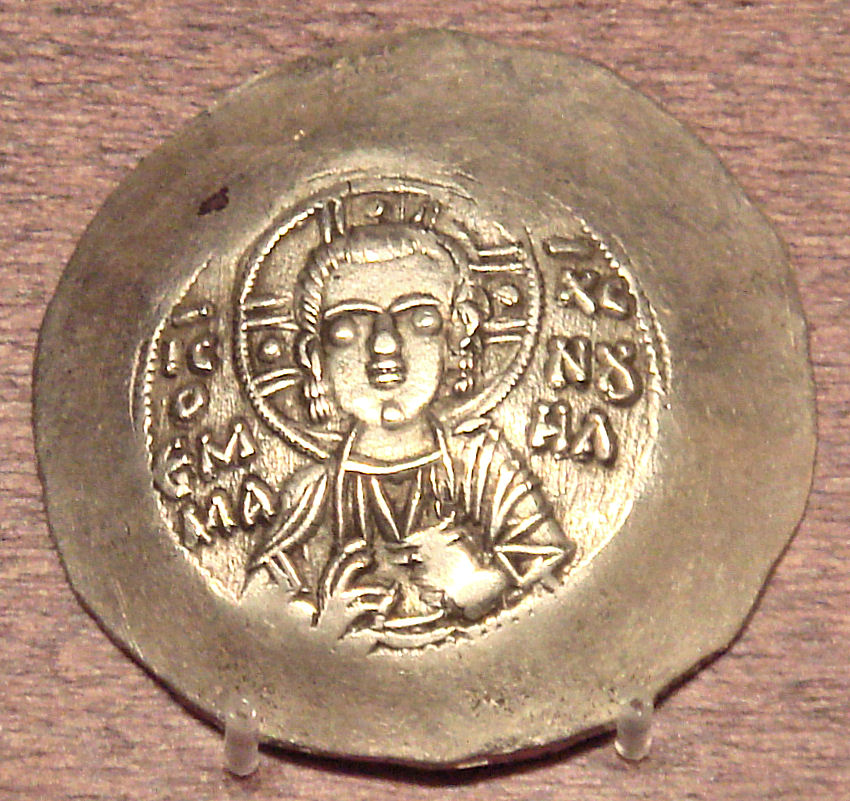
Aspron trachy di Manuele I Comneno.

Manuele Comneno era Imperatore bizantino ormai da quindici anni e aveva combattuto in tutte le parti dell'Impero bizantino, tranne che in Cilicia. Nell'autunno del 1158, Manuele I si incamminò quindi verso questa regione con un grande esercito.
Pochi anni dopo l'imperatore iniziò ad ammassare soldati per preparare una spedizione contro Thoros II d'Armenia (Teodoro) figlio di Leone I d'Armenia, evaso dalla prigione di Costantinopoli nel 1143. Ciò per cui era maggiormente odiato da Manuele era l'omicidio del governatore imperiale di Mamistra/Mopsuestia, compiuto nel 1151, ancora impunito.
Altro grave problema che si trovava a fronteggiare il Comneno era Rinaldo di Châtillon, principe di Antiochia.
Rinaldo era secondogenito di un nobile francese della potente famiglia degli Châtillon, che arruolatosi nella seconda crociata era riuscito a crearsi un feudo in Oriente, e a prendere Antiochia. Nel 1149 l'esercito di Raimondo fu però accerchiato e massacrato dall'emiro Norandino. Raimondo morì e il suo cranio fu usato come ricordo della battaglia e ricoperto d'argento, e Rinaldo fu uno dei pochissimi a salvarsi nella battaglia. Nel 1153 Rinaldo sposò Costanza d'Antiochia, vedova di Raimondo. Rinaldo aveva promesso a Manuele, in cambio del suo riconoscimento come Principe d'Antiochia, di consegnare Thoros alla giustizia, e invece dopo essere stato riconosciuto principe, Rinaldo insieme a Thoros attaccò Cipro dove francesi e armeni si abbandonarono a devastanti saccheggi. Quindi non c'era da meravigliarsi che Manuele partisse con un esercito desideroso di vendetta.
Thoros fu costretto a ripararsi tra le montagne, per salvarsi dai Bizantini, che avevano sconfitto i suoi eserciti più volte, e avevano riassoggettato tutta la Cilicia all'Impero. Thoros si riappacificherà con l'imperatore, solo grazie alla mediazione del re Baldovino III di Gerusalemme.
Rinaldo era in preda al panico. L'esercito bizantino era nettamente superiore in forza e numero, e non poteva minimamente pensare di resistere, con la prospettiva di essere spazzato via, insieme ad Antiochia, dai nemici. L'unica speranza di salvezza per lui era la sottomissione. Rinaldo andò quindi nell'accampamento di Manuele, vestito di tela di sacco, e chiese udienza al sovrano. Quando l'imperatore lo ricevette nella sua fastosa tenda, pose tre condizioni a Rinaldo, accettando le quali egli avrebbe avuto salva la vita: Antiochia doveva arrendersi immediatamente, sarebbe diventata un thema dell'impero bizantino e avrebbe dovuto fornire una guarnigione a Bisanzio. Il patriarca latino sarebbe stato inoltre esiliato, e al suo posto ve ne sarebbe stato uno ortodosso. Soltanto quando Rinaldo giurò di accettare tutto ciò, fu congedato.
Dopo qualche giorno arrivò da Gerusalemme Baldovino III. I due sovrani non si erano mai incontrati, benché Baldovino avesse sposato Teodora, nipote di Manuele. Manuele propose a Baldovino, che accettò, di partecipare ai festeggiamenti per la conquista di Antiochia. Il 12 aprile del 1159, domenica di Pasqua, Manuele entrò trionfante ad Antiochia insieme a Baldovino. Ci furono otto giorni di festeggiamenti e, per dimostrare la sua bontà ai suoi sudditi francesi, Manuele organizzò un torneo (cosa sconosciuta nell'Impero bizantino), al quale partecipò persino Manuele. Manuele e Baldovino avviarono relazioni d'amicizia assai buone e, durante il torneo cui partecipò anche Baldovino, quest'ultimo si ferì perché il suo cavallo lo disarcionò. Fu allora curato dallo stesso Manuele, visto che l'imperatore aveva la passione della medicina ed era assai abile nell'esercitarla.

#### La fruttuosa pace con Norandino

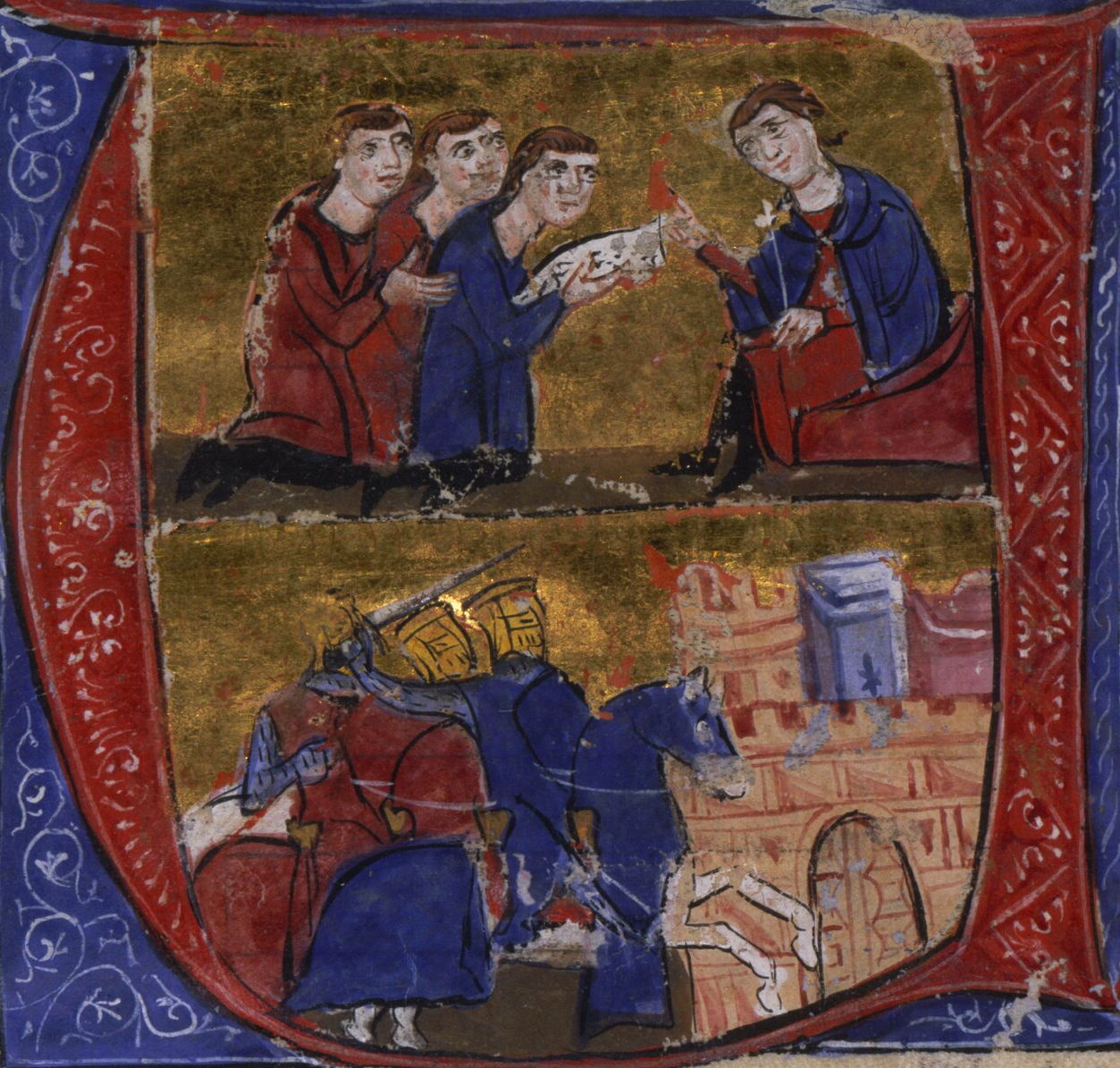
Manuele I Comneno con il messaggero Amalrico.

Quando Manuele partì da Antiochia, i rapporti tra Bisanzio e i crociati erano buoni come non mai, e sarebbero rimasti tali se Manuele avesse attaccato Aleppo. Quando invece l'imperatore arrivò con il suo esercito alla frontiera musulmana, gli vennero incontro gli ambasciatori dell'Emiro Norandino, che offriva la pace, impegnandosi nel caso a liberare tutti i prigionieri cristiani in sua mano - il cui numero assommava a circa seimila - e ad avviare una campagna contro i turchi selgiuchidi. Manuele accettò l'offerta e ripartì con il suo esercito, per tornare a Costantinopoli. I crociati appresero l'accaduto molto negativamente, perché avevano accolto il bizantino come un salvatore, mentre egli aveva percorso tutta l'Asia minore con un grande esercito, senza però combattere, concludendo invece la pace con i musulmani e lasciando l'armata cristiana in balìa del proprio destino. La situazione vista da Manuele era però assai diversa. La Siria per i crociati era una regione strategica, mentre per i bizantini sarebbe stata solo una provincia lontana e ingestibile. Inoltre il Comneno non poté trattenersi ulteriormente in Terra Santa, e questo perché al Palazzo Imperiale si parlava già di una sua possibile deposizione, e si affacciavano problemi tutt'altro che lievi alle frontiere europee.
Il trattato con Norandino era estremamente favorevole agli interessi bizantini, perché i crociati di Antiochia si sottomettevano all'Impero bizantino solo quando erano in grave pericolo e la potenza di Norandino li avrebbe costretti a rimanere sotto la protezione imperiale molto a lungo. Grazie infatti a questo patto siglato con il sultano del 1161, il sovrano di Rūm, Qilij Arslan II, dovette accettare un compromesso che prevedeva che, in cambio della pace con Norandino, avrebbe restituito all'Impero bizantino tutte le città di popolazione greca da lui conquistate in precedenza, avrebbe fermato le incursioni turcomanne in territori greco e avrebbe dovuto fornire un contingente di militi a Manuele ogni qualvolta egli lo avrebbe richiesto. L'accordo fu suggellato nella capitale bizantina.

#### La pace con Qilij Arslan II

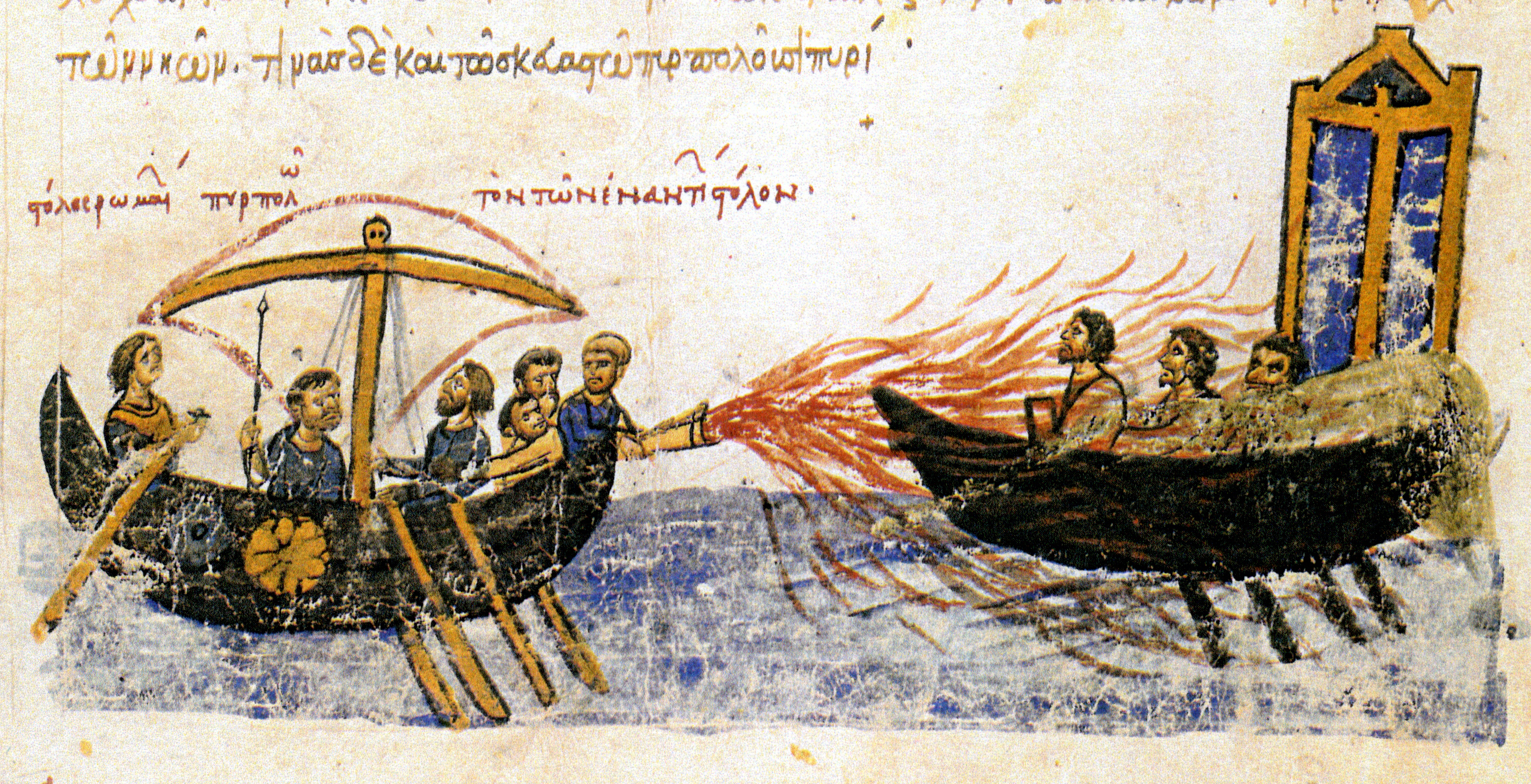
Un'immagine del tempo di Manuele I Comneno, che rappresenta una nave bizantina che usa la micidiale arma del fuoco greco.

Manuele fece di tutto per impressionare il sultano turco. Lo ricevette assiso su un trono imperiale tutto rivestito d'oro, incastonato di rubini e zaffiri e circondato di perle. Manuele portava un medaglione con un rubino grande come una mela. Il sultano rimase a Costantinopoli per ottanta giorni. I pranzi e le cene venivano serviti su piatti d'oro e d'argento che furono poi regalati al sultano. Furono anche dati banchetti, tornei, combattimenti e persino una simulazione navale, durante la quale fu mostrata la potenza del fuoco greco, che impressionò il sultano turco in modo particolare. Ebbe molto meno successo lo spettacolo che offrì il sultano: una persona del suo seguito volle dimostrare che anche l'uomo poteva "volare". Questi indossò pertanto uno strano vestito con numerose tasche, che in teoria riempiendosi d'aria l'avrebbero dovuto sostenere, salì poi su un'alta piattaforma e si lanciò nel vuoto ma si sfracellò e, a quanto racconta Niceta Coniata, i bizantini non riuscirono a trattenersi dal ridere.
Nella zona orientale dell'Impero bizantino, Bisanzio era al massimo della sua potenza, dopo la catastrofica battaglia di Manzicerta del 1071. Il sultano aveva firmato la pace con Bisanzio e gli versava tributi annuali, come pure l'atabeg di Aleppo. La via verso la Terra santa per i pellegrini era di nuovo aperta. Gli unici cristiani scontenti erano i crociati, a causa del mancato impegno bellico di Manuele contro i musulmani.
All'inizio del 1160 era intanto morta l'imperatrice Irene, lasciando soltanto due figlie a Manuele che voleva a tutti i costi un erede maschio che un giorno potesse reggere l'Impero. A Natale del 1161 Manuele sposò allora la bellissima figlia che Costanza d'Antiochia aveva avuto da Raimondo di Poitiers. Sei mesi dopo morì Baldovino III di Gerusalemme a Beirut e, quando la notizia arrivò a Costantinopoli, Manuele pianse sinceramente l'amico defunto.

#### La riappacificazione tra il papa e Federico Barbarossa

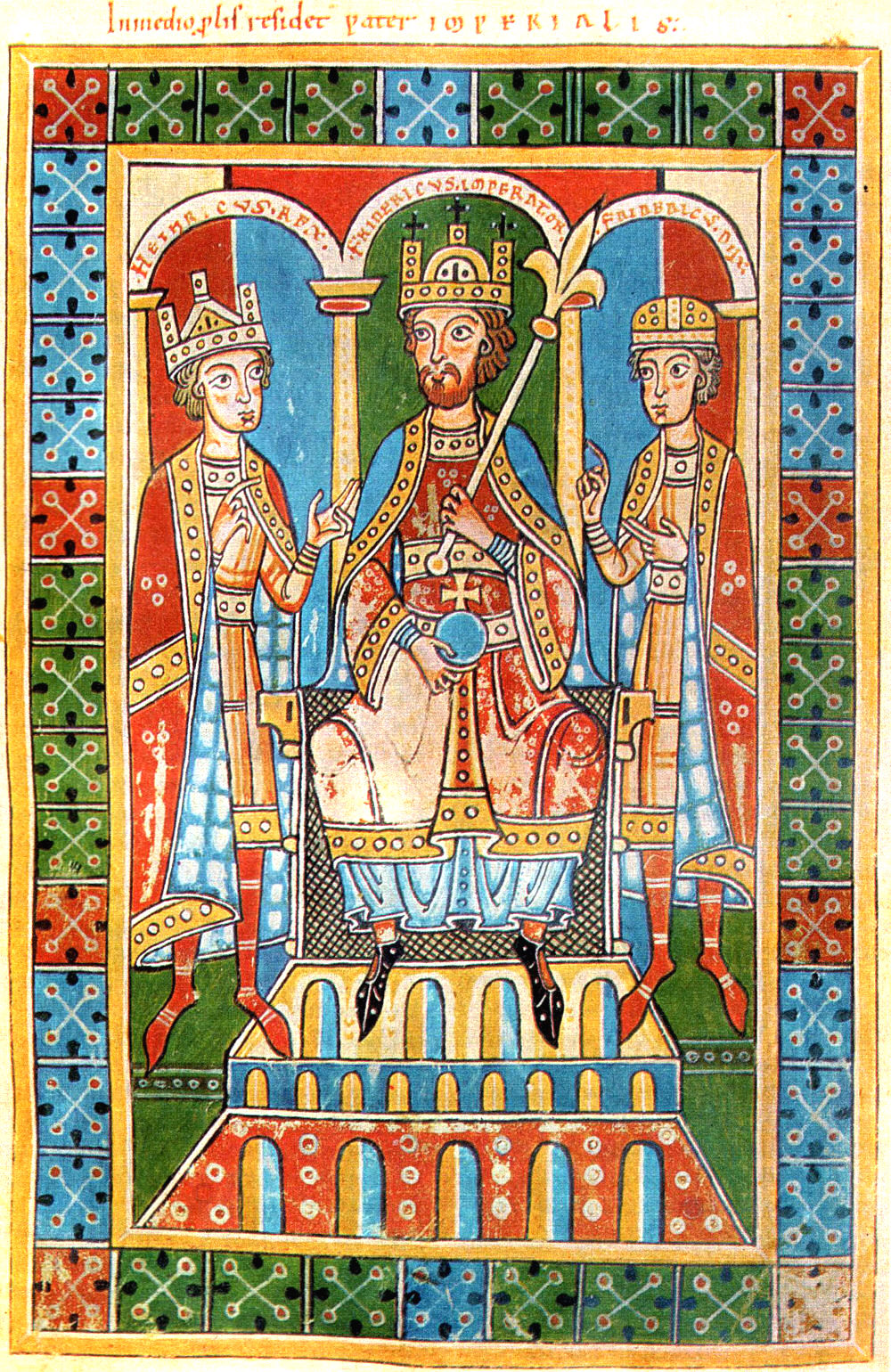
Miniatura di Federico I Barbarossa.

Il 24 luglio 1177 il nuovo Doge di Venezia, Sebastiano Ziani, organizzò la riconciliazione tra il papa Alessandro III e Federico Barbarossa; il disaccordo dei due, nato nel 1160 per l'intenzione di Federico di dominare i comuni del nord Italia, era sfociato in seguito in guerra aperta.
Il papa chiese appoggio economico a Manuele e questi fu ben felice di accordarglielo. In seguito, nel 1166, Manuele propose al papa di porre fine allo Scisma d'Oriente in cambio della corona romana riunificata, ma si rese conto che il progetto era inattuabile per via del parere fortemente contrario dei suoi sudditi e, inoltre, per la sua cattiva fama in Occidente.

#### La guerra contro i veneziani
Il 31 maggio del 1162 morì il re di Ungheria, Geza II, non lasciando alcun erede; la guerra per la successione durò fino al 1167, anno in cui Manuele mosse guerra contro la Dalmazia, la Bosnia e la Croazia, conquistandole, andando così poi in trionfo a Costantinopoli l'8 luglio del 1167. Di ciò pagò le conseguenze Venezia, che reagì con forza, sentendosi trascurata in campo commerciale dalle buone relazioni che Bisanzio intratteneva con Ancona, Genova, Pisa e Amalfi.

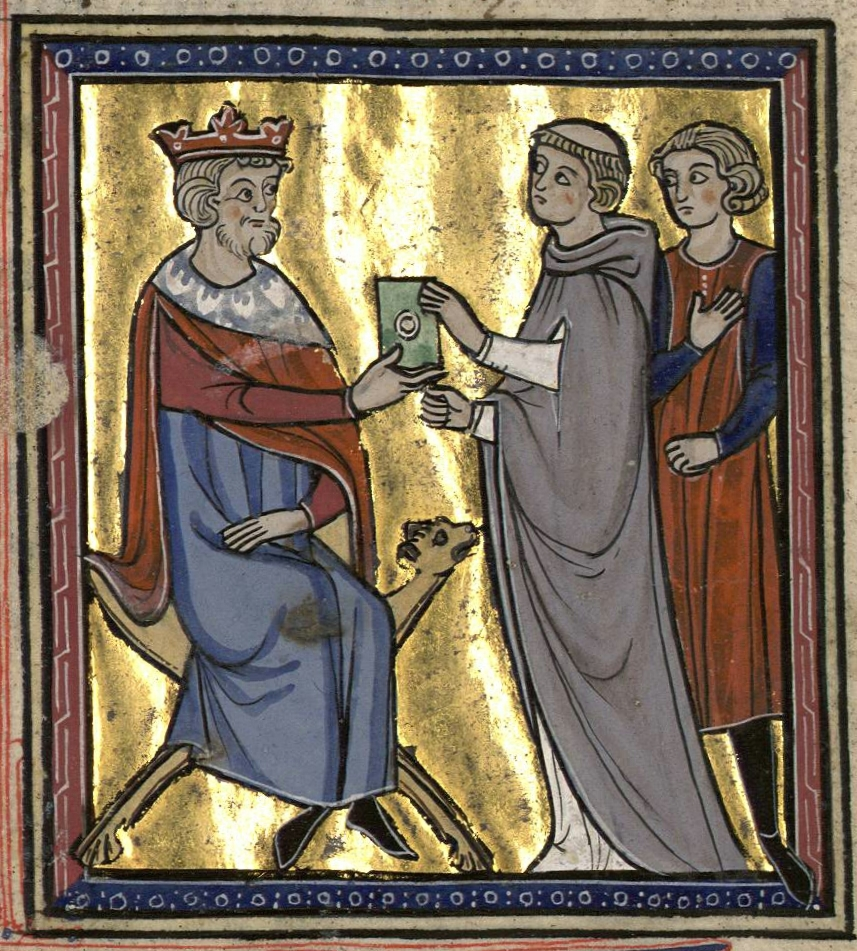
Manuele I Comneno che legge il messaggio di Amalrico.

Manuele aveva però le sue ragioni a tenere Venezia fuori dai suoi ultimi affari. A Costantinopoli ormai vivevano 80.000 latini, che godevano di grandi privilegi, e di questi i veneziani erano la comunità più numerosa e più ricca, infatti il commercio bizantino era ormai un monopolio dei mercanti delle tre grandi repubbliche marinare che si stavano contendendo il monopolio del Mediterraneo Orientale, contesa che alla fine vinsero i Veneziani. L'imperatore decise di punirli all'inizio del 1171, quando il quartiere genovese vicino a Costantinopoli, Galata, fu attaccato e in gran parte incendiato da alcuni cittadini veneziani e dalla malavita bizantina. Ordinò infatti di imprigionare tutti i veneziani che si trovavano in territorio bizantino, confiscandone le navi, i beni e le proprietà. Soltanto nella capitale furono imprigionati 10.000 veneziani.
Il Doge s'irritò, pensando che l'accaduto e la susseguente punizione fossero stati organizzati dai bizantini. Chiese perciò a tutti i veneziani all'estero di rimpatriare e li arruolò nell'esercito. Nel settembre del 1171 salparono da Venezia centocinquanta navi, comandate dal doge stesso, Vitale II Michiel. In Eubea questi trovò ambasciatori bizantini che offrivano la riconsegna dei beni e degli antichi privilegi ai veneziani, a patto che si recassero nella capitale. Vitale Michiel acconsentì alla proposta degli ambasciatori recandosi a Costantinopoli, mentre la marina veneziana aspettava a Chio. Durante il viaggio però sulle navi veneziane scoppiò la peste e a primavera i morti erano migliaia. Poco tempo dopo ritornarono gli ambasciatori veneziani con la notizia che l'Impero bizantino non aveva fatto loro alcuna concessione. A Vitale Michiel non restò altro che tornare a Venezia, dove però portò con sé anche la peste e venne perciò linciato dalla popolazione, in quanto considerato colpevole della fallita spedizione punitiva contro Bisanzio.

#### La battaglia di Miriocefalo

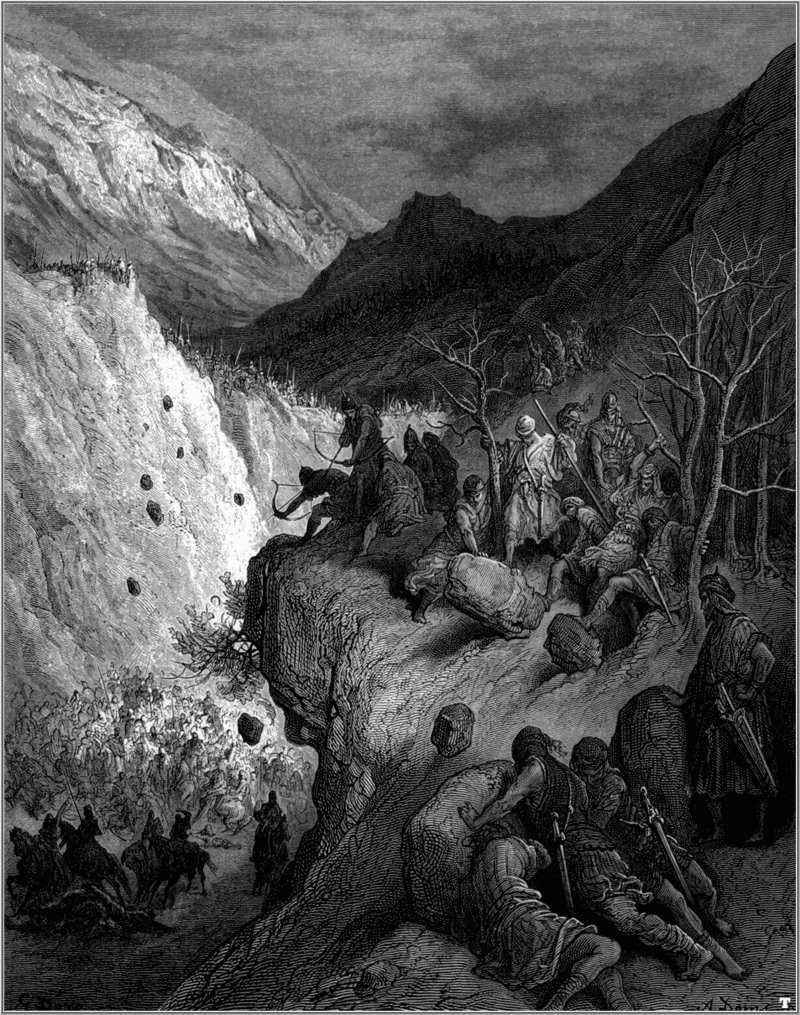
Immagine di Gustave Doré che rappresenta l'imboscata dei turchi, tesa contro i bizantini, nella battaglia di Miriocefalo.

Il 15 maggio 1174 Norandino morì e i turchi danishmendidi rimasero senza un protettore, esposti alla potenza dei turchi selgiuchidi. Il Sultano selgiuchide di Rūm, Qilij Arslan II aveva conquistato già molti territori prima della morte di Norandino e così due principi danishmendidi si recarono a Costantinopoli per chiedere la protezione di Manuele. Nell'estate del 1176 egli si mise in marcia per raggiungere Iconio, ma fu quasi subito raggiunto dagli inviati del sultano Qilij Arslan, con proposte di pace vantaggiose per Bisanzio. Nonostante il parere favorevole dei suoi ufficiali, Manuele si fece convincere da una piccola minoranza di giovani ufficiali smaniosi di coprirsi di gloria e comandò che la campagna proseguisse.
Dopo la fortezza di Miriocefalo il sentiero proseguiva in una gola lunga e stretta fra i monti, dalle cui sommità i Selgiuchidi prepararono la loro trappola, bloccando tanto l'uscita quanto l'entrata. Nella stretta vallata si riversarono i pesanti carriaggi carichi di rifornimenti e le armi d'assedio, intasando il passaggio. A quel punto le forze turche caricarono con la cavalleria giù sulle inermi truppe bizantine, massacrandole senza quasi incontrare resistenza fin quando ci fu luce. A nulla valse un tentativo di caricare con truppe fresche effettuato da Baldovino d'Antiochia, cognato dell'Imperatore, morto nel tentativo. Sebbene la disfatta di Manuele fosse quasi scontata, il sultano turco offrì la pace a condizioni assai vantaggiose, chiedendo la semplice distruzione delle fortificazioni di Dorileo e di Subleo (il cui rafforzamento era stato completato nel 1174). Manuele ovviamente accettò, perdendo però così ogni speranza di riprendere il controllo dell'Asia minore, facendo mestamente ritorno a Costantinopoli a capo della sua invitta guardia imperiale, recando con sé i miseri resti dell'esercito. Questa sconfitta può essere considerata, assieme alla battaglia di Manzicerta, una delle più gravose per l'impero bizantino. Sebbene infatti Manuele I poté ancora disporre di truppe sufficienti a guarnire i confini dell'impero e ottenere ancora in seguito successi minori, la macchina bellica creata da suo nonno e rafforzata dal padre era praticamente andata in fumo, non potendo più in alcun modo le perdite subite essere compensate, anche a seguito dello smantellamento del sistema di reclutamento causato dalle devastazioni turche in Anatolia, che avevano distrutto l'economia agricola della regione, cardine della struttura amministrativa dell'Impero, basata sui cosiddetti themata. La potenza militare bizantina in Asia minore però era tutt'altro che estinta, come dimostrerà la successiva Battaglia di Hyelion e Leimocheir in cui un esercito bizantino composto sia di truppe provenienti dalla capitale che di truppe radunate dalle zone rurali dall'asia minore occidentale riuscirà a sconfiggere pesantemente l'esercito selgiuchide, quasi annientandolo.

#### Ultimi anni e morte

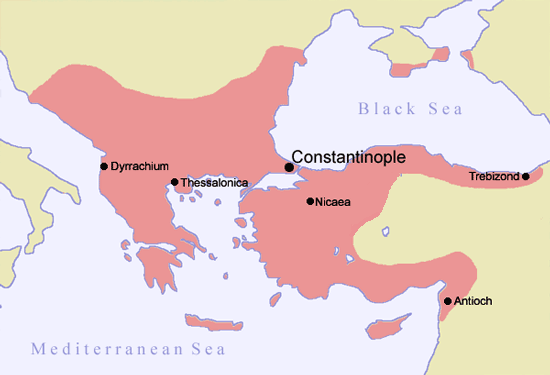
L'Impero Bizantino alla morte di Manuele I Comneno (1180).

Nel 1178 giunse a Costantinopoli il conte Filippo I di Fiandra, di ritorno dalla Terra Santa. Niceta Coniata riporta che il sovrano bizantino era alla ricerca di una degna consorte per il figlio Alessio, appena bambino, e la individuò nella figlia minore del re Luigi VII, di cui il conte era fedele vassallo. Iniziarono dunque le trattative, il cui mediatore fu proprio il nobile francese.
Quando verso la fine del 1178 Filippo partì Manuele gli affidò una scorta dei suoi uomini migliori, provvisti di doni da offrire al re di Francia. Quando il Conte giunse in terra francese, chiese subito udienza al sovrano per presentargli la proposta di Manuele.
Nel 1180 Manuele colse un ultimo successo diplomatico prima della morte: in quell'anno vennero celebrate le nozze di suo figlio Alessio II Comneno, di dieci anni, con la principessa francese Agnese, di nove. Due mesi dopo Manuele si ammalò gravemente e morì il 24 settembre dello stesso anno. Niceta Coniata riporta nella sua Narrazione cronologica che l'imperatore, poco dopo avere fatto un bagno, si recò nella sua stanza, e indossate le sontuose vesti imperiali fu fatto stendere sul suo giaciglio. Poco tempo dopo richiese abiti meno ricchi, rimediando da uno dei suoi cortigiani un «saio ciencioso», con cui trapassò. Fu seppellito in una tomba a sette pinnacoli nella necropoli della famiglia dei Comneni, detta del Pantocratore Costantinopolitano. All'epoca si osservò che mai un uomo ebbe una sepoltura così sfarzosa.

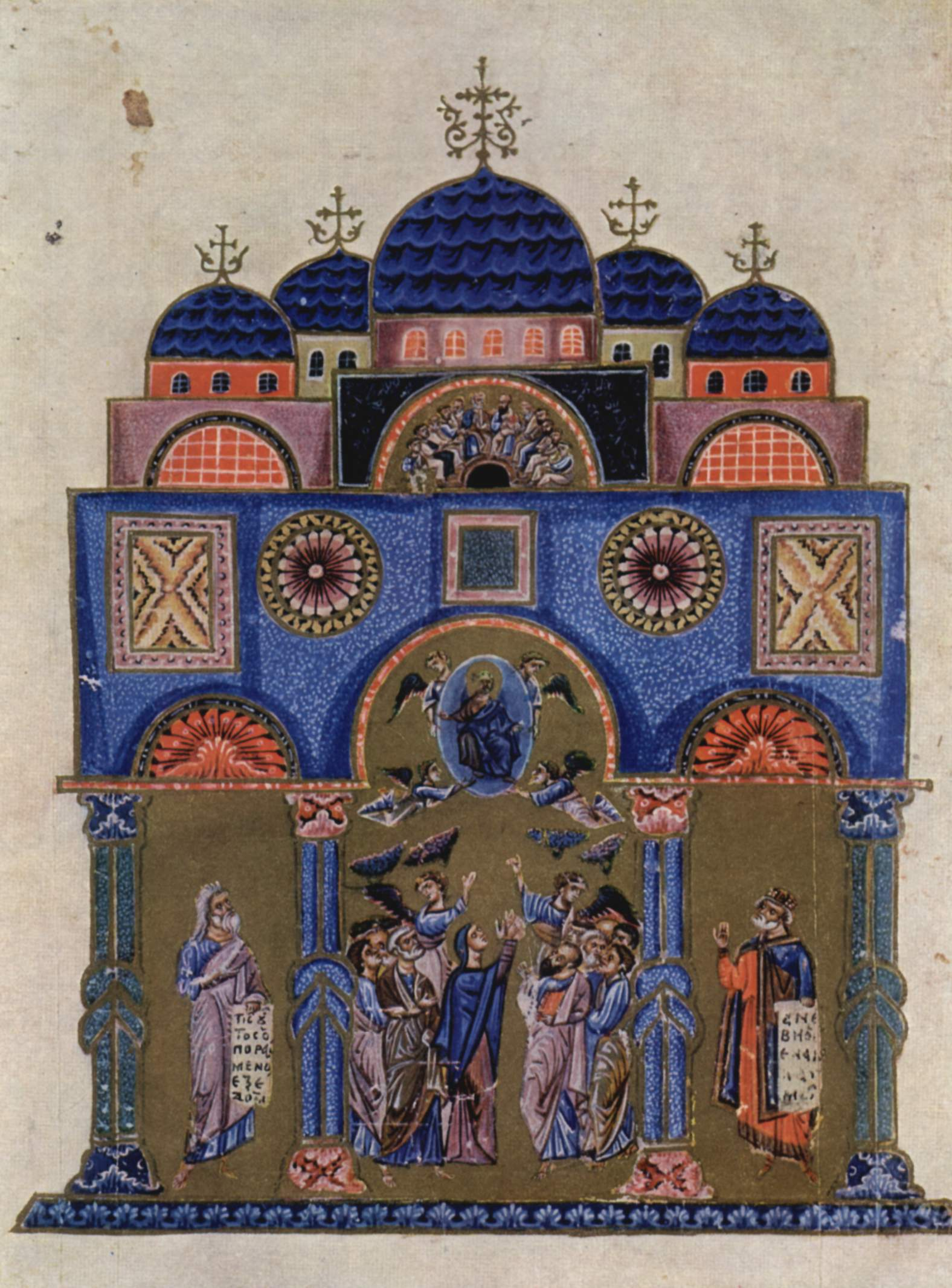
Maria nel mistero della Chiesa del 1162.

Eppure a Costantinopoli le manifestazioni di cordoglio furono assai contenute, in quanto i suoi sudditi non apprezzavano il modo in cui egli aveva accolto le tradizioni occidentali; i costumi, i tornei e addirittura l'architettura erano, secondo i suoi sudditi, cose da barbari e non si addicevano all'Imperatore di Bisanzio.
Manuele, nonostante le sue indiscutibili doti politiche e militari trascinò l'impero bizantino nel lastrico. Dopo la sua morte, venne a mancare la principale guida e il collante che teneva unite e fedeli le potenti famiglie che da secoli occupavano i quadri di comando dell'impero. Una serie di circostanze sfavorevoli fecero in modo che nessun imperatore asceso al trono negli anni successivi mostrasse l'energia necessaria per contenere le spinte centrifughe, solo apparentemente sopite durante l'epoca Comnena, preparando il terreno all'indebolimento e alla caduta di Costantinopoli durante la famigerata Quarta crociata del 1204, evento difficilmente immaginabile per i romei soltanto una generazione prima.

## Famiglia
Manuele ebbe due mogli. La prima fu, nel 1146, Berta di Sulzbach, cognata di Corrado III di Svevia e figlia di Berengario II di Sulzbach e di Adelaide di Dießen-Wolfratshausen. Morì nel 1160, ma ebbe due figlie:
1. Maria Comnena (1152–1182), moglie di Ranieri del Monferrato[72].
2. Anna Comnena (1154–1158).

Manuele si sposò in seconde nozze con Maria Xene, figlia di Raimondo di Poitiers e Costanza d'Antiochia, nel 1161. Da questo matrimonio nacque il futuro erede, Alessio II Comneno, che gli successe nel 1180.
Si narra che Manuele abbia avuto diversi figli illegittimi: da Teodora ebbe Alessio Comneno, nato intorno ai primi anni del 1160 (egli fu sposo di Irene Comnena, a sua volta figlia illegittima di Andronico I Comneno e visse presso quest'ultimo fino al 1191); da Maria Taronitissa, moglie di Giovanni Comneno che era protovestiario, padre di Maria Comnena, già regina di Gerusalemme ebbe Alessio Comneno pinkernēs, protagonista contro l'invasione normanna del 1185 a Tessalonica; infine ebbe altre due figlie (una nel 1155, l'altra nel 1170) dai nomi sconosciuti, da cui però è certa la discendenza rispettiva di Manuele Maurozome e Demetrio Tornikes.

## Ascendenza
|                         |                   |                    | Genitori                |  |  | Nonni |  |  | Bisnonni         |  |  | Trisnonni               |  |
|                         |                   |                    |                         |  |  |       |  |  | Giovanni Comneno |  |  | Manuele Comneno Erotico |  |
|                         |                   |                    |                         |  |  |       |  |  | Giovanni Comneno |  |  | Manuele Comneno Erotico |  |
|                         |                   | …                  |                         |  |  |       |  |  | Giovanni Comneno |  |  |                         |  |
| Alessio I Comneno       |                   |                    |                         |  |  |       |  |  | Giovanni Comneno |  |  |                         |  |
|                         |                   | Anna Dalassena     | Alessio Caronte         |  |  |       |  |  |                  |  |  |                         |  |
|                         |                   | Anna Dalassena     | Alessio Caronte         |  |  |       |  |  |                  |  |  |                         |  |
|                         |                   | Anna Dalassena     | Adriana Dalassena       |  |  |       |  |  |                  |  |  |                         |  |
| Giovanni II Comneno     |                   | Anna Dalassena     |                         |  |  |       |  |  |                  |  |  |                         |  |
|                         |                   | Andronico Ducas    | Giovanni Ducas          |  |  |       |  |  |                  |  |  |                         |  |
|                         |                   | Andronico Ducas    | Giovanni Ducas          |  |  |       |  |  |                  |  |  |                         |  |
|                         |                   | Andronico Ducas    | Irene Pegonitissa       |  |  |       |  |  |                  |  |  |                         |  |
| Irene Ducaena           |                   | Andronico Ducas    |                         |  |  |       |  |  |                  |  |  |                         |  |
|                         |                   | Maria di Bulgaria  | Troian di Bulgaria      |  |  |       |  |  |                  |  |  |                         |  |
|                         |                   | Maria di Bulgaria  | Troian di Bulgaria      |  |  |       |  |  |                  |  |  |                         |  |
|                         |                   | Maria di Bulgaria  | …                       |  |  |       |  |  |                  |  |  |                         |  |
| Manuele I Comneno       |                   | Maria di Bulgaria  |                         |  |  |       |  |  |                  |  |  |                         |  |
|                         | Béla I d'Ungheria | Vazul              |                         |  |  |       |  |  |                  |  |  |                         |  |
|                         | Béla I d'Ungheria | Vazul              |                         |  |  |       |  |  |                  |  |  |                         |  |
|                         | Béla I d'Ungheria | …                  |                         |  |  |       |  |  |                  |  |  |                         |  |
| Ladislao I d'Ungheria   | Béla I d'Ungheria |                    |                         |  |  |       |  |  |                  |  |  |                         |  |
|                         |                   | Richeza di Polonia | Miecislao II di Polonia |  |  |       |  |  |                  |  |  |                         |  |
|                         |                   | Richeza di Polonia | Miecislao II di Polonia |  |  |       |  |  |                  |  |  |                         |  |
|                         |                   | Richeza di Polonia | Richeza di Lotaringia   |  |  |       |  |  |                  |  |  |                         |  |
| Piroska d'Ungheria      |                   | Richeza di Polonia |                         |  |  |       |  |  |                  |  |  |                         |  |
|                         |                   | Rodolfo di Svevia  | Kuno di Rheinfelden     |  |  |       |  |  |                  |  |  |                         |  |
|                         |                   | Rodolfo di Svevia  | Kuno di Rheinfelden     |  |  |       |  |  |                  |  |  |                         |  |
|                         |                   | Rodolfo di Svevia  | …                       |  |  |       |  |  |                  |  |  |                         |  |
| Adelaide di Rheinfelden |                   | Rodolfo di Svevia  |                         |  |  |       |  |  |                  |  |  |                         |  |
|                         |                   | Adelaide di Savoia | Oddone di Savoia        |  |  |       |  |  |                  |  |  |                         |  |
|                         |                   | Adelaide di Savoia | Oddone di Savoia        |  |  |       |  |  |                  |  |  |                         |  |
|                         |                   | Adelaide di Savoia | Adelaide di Susa        |  |  |       |  |  |                  |  |  |                         |  |
|                         |                   | Adelaide di Savoia |                         |  |  |       |  |  |                  |  |  |                         |  |

### Fonti primarie
- Annales Casinenses, 1000-1212.
- Niceta Coniata, Narrazione cronologica, XIII secolo.
- Giovanni Cinnamo, Cronaca, XII secolo.
- Guglielmo di Tiro, Historia rerum in partibus transmarinis gestarum.
- Michele Siriano, Cronaca, XII secolo.

### Fonti secondarie
- Paolo Cesaretti, L'impero perduto. Vita di Anna di Bisanzio, una sovrana tra Oriente e Occidente, Milano, Mondadori, 2006, ISBN 88-04-52672-6.
- Ferdinand Chalandon, Storia della dominazione normanna in Italia ed in Sicilia, 1999-2001  [ed. orig. Histoire de la domination normande en Italie et en Sicile. Parigi 1907].
- Charles Diehl, La civiltà bizantina, Milano, Garzanti, 1962.
- Charles Diehl, Figure bizantine, collana ET.Biblioteca, traduzione di M. S. Ruffolo, introduzione di Silvia Ronchey, Torino, Einaudi, 2007  [1927], ISBN 978-88-06-19077-4, OCLC 799807274.
- Alain Ducellier, Michel Kapla, Bisanzio (IV-XV secolo), Milano, San Paolo, 2005, ISBN 88-215-5366-3.
- Gerhard Herm, I bizantini, Milano, Garzanti, 1985.
- Judith Herrin, Bisanzio. Storia straordinaria di un impero millenario, Milano, Corbaccio, 2007, ISBN 978-88-7972-922-2.
- Alexander P. Kazhdan, Bisanzio e la sua civiltà, 2ª ed., Bari, Laterza, 2004, ISBN 88-420-4691-4.
- Paolo Lamma, Comneni e Staufer. Ricerche sui rapporti fra Bisanzio e l'Occidente nel secolo XII, Roma, 1955-1957.
- Ralph-Johannes Lilie, Bisanzio la seconda Roma, Roma, Newton & Compton, 2005, ISBN 88-541-0286-5.
- John Julius Norwich, Bisanzio, Milano, Mondadori, 2000, ISBN 88-04-48185-4.
- Georg Ostrogorskij, Storia dell'Impero bizantino, Milano, Einaudi, 1968, ISBN 88-06-17362-6.
- Évelyne Patlagean, Un Medioevo greco, Bari, Dedalo, 2009, ISBN 978-88-220-0570-0.
- Giorgio Ravegnani, I trattati con Bisanzio 992-1198, Venezia, Il Cardo, 1992.
- Giorgio Ravegnani, La storia di Bisanzio, Roma, Jouvence, 2004a, ISBN 88-7801-353-6.
- Giorgio Ravegnani, I bizantini in Italia, Bologna, il Mulino, 2004b.
- Giorgio Ravegnani, Bisanzio e Venezia, Milano, Il Mulino, 2006a, ISBN 88-15-10926-9.
- Giorgio Ravegnani, Introduzione alla storia bizantina, Bologna, il Mulino, 2006b, ISBN 88-15-10863-7.
- Giorgio Ravegnani, Imperatori di Bisanzio, Bologna, Il Mulino, 2008, ISBN 978-88-15-12174-5.
- Silvia Ronchey, Lo stato bizantino, Torino, Einaudi, 2002, ISBN 88-06-16255-1.
- Silvia Ronchey e Tommaso Braccini, Il romanzo di Costantinopoli, guida letteraria alla Roma d'Oriente, Torino, Einaudi, 2010, ISBN 978-88-06-18921-1.
- Steven Runciman, Storia delle crociate, Milano, BUR, 2006, ISBN 88-17-11767-6.
- Warren Treadgold, Storia di Bisanzio, Bologna, il Mulino, 2005, ISBN 978-88-15-13102-7.